# Баризеј о Плен
Баризеј о Плен (фр. Barisey-au-Plain) насеље је и општина у североисточној Француској у региону Лорена, у департману Мерт и Мозел која припада префектури Тул.
По подацима из 2011. године у општини је живело 401 становника, а густина насељености је износила 36,96 становника/km². Општина се простире на површини од 10,85 km². Налази се на средњој надморској висини од 279 метара (максималној 332 m, а минималној 274 m).

## Демографија
| 1962. | 1968. | 1975. | 1982. | 1990. | 1999. | 2011. |
| ----- | ----- | ----- | ----- | ----- | ----- | ----- |
| 315   | 274   | 256   | 317   | 304   | 329   | 401   |

График промене броја становника у току последњих година